# Crambus praefectellus
Crambus praefectellus là một loài bướm đêm trong họ Crambidae.